# توماس جيفرسون (ممثل)
توماس جيفرسون (بالإنجليزية: Thomas Jefferson)‏ هو ممثل أمريكي، ولد في 10 سبتمبر 1856 في نيويورك في الولايات المتحدة، وتوفي في 2 أبريل 1932 في هوليوود في الولايات المتحدة.

## وصلات خارجية
- توماس جيفرسون على موقع IMDb (الإنجليزية)
- توماس جيفرسون على موقع قاعدة بيانات برودواي على الإنترنت (الإنجليزية)
- توماس جيفرسون على موقع قاعدة بيانات الأفلام السويدية (السويدية)
- توماس جيفرسون على موقع قاعدة بيانات الفيلم (الإنجليزية)